# أبو حفص بن عمر السلمي
القاضي الأديب، أبو حفص بن عمر بن عبد الله بن محمد بن عبد الله بن عمر السلمي، ولد بأغمات جنوب مراكش، وسكن بفاس، روى عن جده لأمه ٱبي محمد عبد الله ابن علي اللخمي، ٱجاز له في صغره وعن ٱبي مروان بن مسرة وأبي عبد الله بن الرمامة، وٱخذ عن ٱبي بكر بن طاهر كتاب سيبويه تفهما، كان من أهل العلم والمعرفة، والأدب، أديبا شاعرا مجيدا0اشتهر بالأدب حتى غلب عن سائر ٱعماله، به شهر كثيرا، مع جودة الخط وبراعة الأدوات0

## سيرته
ولد أبو حفص بأغمات، ثم رحل إلى مدينة فاس، فقطن بها أول أيام نبوغه الأدبي، وولي قضاء تلمسان وفاس و إشبيلية، وروي أنه إذا أقبل شمت رائحة الطيب منه على بعد، وكان منزله من أفخر بيوت أهل زمانه، مما جعل الأعداء ينالون منه عند السلطان، ويقولون أنه غير حافظ للناموس الشرعي، بكثرة تغزله و اشتهار مقطعاته و انهماكه في العشق، فنقل بسبب ذلك من قضاء فاس إلى قضاء إشبيلية، ولم ينله ٱدنى مكروه لعلم بديانته و عفته، وله في مدح المنصور أشعار كثيرة، كان يغنى بها في الإفطار.

### شعره
ترك أبو حفص بن عمر السلمي، شعرا وافرا غلب عليه المدح والغزل:
- من نظمه يمدح يوسف بن عبد المؤمن الموحدي:[2]

- ومن نظمه ٱيضا:

- وله أيضا:[2]

### الوفاة
ٱختلف المؤرخون حول تحديد تاريخ وفاته، فقد قيل أن أبو حفص بن عمر السلمي، توفي بإشبيلية  فجأة في خامس وعشرين من ربيع الأول عام ثلاثة و ستمئة. ومنهم من قال أنه توفي سنة |604هـ| بإشبيلية.